# 華豐大廈
華豐大廈（英語：New Lucky House）是位於香港九龍佐敦道與彌敦道轉角位的一座綜合用途建築物，於1964年4月3日落成入伙（61年樓齡）。大廈樓高14樓，共有230個單位，每層至少12個，其中至少有35間賓館。
2024年4月10日，華豐大廈發生三級火，造成5人死亡、40人受傷。起火地點位於大廈1至2樓大堂，起火原因估計與大量膠製燈箱及電線有關。
2024年4月17日，位於大廈1樓的勁力健美中心，因中心損毀嚴重，東主馬宗蔭決定即日起結束營業。 勁力健美中心由馬宗德於1982年創辦。